# Alice Fitoussi
Alice Fitoussi est une musicienne et chanteuse juive algérienne, ayant vécu toute sa vie en Algérie, née le 9 mai 1916 à Bordj Bou Arreridj et morte en 1978 à Paris,.

## Biographie
Son père, Rahmim Fitoussi est un chanteur et violoniste réputé. C’est auprès de lui qu’elle apprend le chant et grave son premier disque à l’âge de treize ans, c'était la seule chanteuse juive qui interprétait al-Madih (chant religieux musulman à la gloire du prophète Mahomet). Après l'indépendance, elle a décide de rester vivre en Algérie, n’allant en France que pour passer l’hiver. 